# Albin Motor
Albin Motor AB var ett industriföretag i Kristinehamn, grundat 1900 av Albin Larsson. 
Företaget startades 1900 av Albin Larsson under namnet L A Larssons gjuteri och mekaniska verkstad. Till de första produkterna hörde den pump som Albin Larsson tidigare konstruerat för Bäckefors bruk. Sedan detta gjort konkurs återköpte Albin Larsson patentet och upptog produktionen vid sin firma i Kristinehamn. "Albinpumpen" blev snart en stor framgång, och pumpsortimentet breddades samtidigt som även ångmaskiner och lokomobiler togs i produktion. 1909 trädde sonen Erik Larsson in i firman och i samband med det upptogs tillverkningen av en tvåtakts fotogenbåtmotor, som snabbt blev en framgång. Under den efterföljande tiden blev båtmotorer, "Albinmotorn", både bensin- och fotogendrivna firmans främsta produkt. På 1930-talet började man även tillverka en motorbrandspruta, "Albinsprutan", liksom rotationspumpar och verktygsmaskiner. Man utvecklade även en dieselmotor och transportabla motorgeneratorer.
1938 upptog Erik Larsson sina fyra söner i företaget som samtidigt ombildades till kommanditbolag under namnet Kommanditbolaget Albin. 1942 ändrades namnet till Albin motor k/b. 1962 ombildades Albin motor till aktiebolag.
1963 inleddes ett samarbete med Volvo Penta.
Företaget var under andra världskriget även delaktigt i motorcykelprojektet Monark-Albin.
Familjen Larsson hade även under 1960- och 1970-talet framgångar med båtföretaget Albin Marin, som dock var ett helt separat aktiebolag.